# Luzula poimena
Luzula poimena là một loài thực vật có hoa trong họ Juncaceae. Loài này được W.M.Curtis mô tả khoa học đầu tiên năm 1985.